# Harry Oelke
Harry Karl Otto Oelke (* 24. August 1957 in Großgoltern) ist ein deutscher Kirchenhistoriker.

## Leben
Nach dem Abitur 1976 in Barsinghausen studierte er ab 1978 Germanistik, Evangelische Theologie, Soziologie, Pädagogik und Anglistik in Kiel und London (1986 Staatsexamen und 1990 Fakultätsexamen und Promotion in Evangelischer Theologie an der Universität Kiel). Nach der Habilitation 1999 in Kiel lehrte er von 2002 bis 2023 als Universitätsprofessor für Kirchengeschichte an der Universität München.
Seine Forschungsschwerpunkte sind Reformation, Konfessionelles Zeitalter und Kirchliche Zeitgeschichte.
Oelke war Vorsitzender der Evangelischen Arbeitsgemeinschaft für Kirchliche Zeitgeschichte und wurde auch in dieser Funktion 2024 von seinem Lehrstuhlnachfolger Christopher Spehr abgelöst.

## Schriften (Auswahl)
- Die Konfessionsbildung des 16. Jahrhunderts im Spiegel illustrierter Flugblätter. Berlin 1992, ISBN 3-11-012912-4.
- Hanns Lilje. Ein Lutheraner in der Weimarer Republik und im Kirchenkampf. Stuttgart 1999, ISBN 3-17-016104-0.
- als Herausgeber mit Thomas Kaufmann: Evangelische Kirchenhistoriker im „Dritten Reich“. Gütersloh 2002, ISBN 3-579-02673-9.
- als Herausgeber mit Jörg Haustein: Reformation und Katholizismus. Beiträge zu Geschichte, Leben und Verhältnis der Konfessionen. Festschrift für Gottfried Maron zum 75. Geburtstag. Hannover 2003, ISBN 3-7859-0887-3.
- als Herausgeber mit Christopher Spehr: Das Eisenacher ‚Entjudungsinstitut‘. Kirche und Antisemitismus in der NS-Zeit. Göttingen 2021, ISBN 978-3-525-55797-6.